# Burton (Little Neston and Burton)
Burton är en by i distriktet Cheshire West and Chester i Cheshire grevskap i England. Byn är belägen 12 km från Chester. Orten har 539 invånare (2015).